# Поворська сільська рада
Поворська сільська рада Поворської сільської територіальної громади (до 2016 року — Поворська сільська рада Ковельського району Волинської області) — орган місцевого самоврядування Поворської сільської територіальної громади Волинської області з розміщенням у селі Поворськ.

## Склад ради
Рада складається з 22 депутатів та голови.
Перші вибори депутатів ради та голови громади відбулись 11 грудня 2016 року. Було обрано 22 депутати, серед них (за суб'єктами висування): 11 — самовисування, УКРОП — 8, Всеукраїнське об'єднання «Батьківщина» — 2 та Всеукраїнське об'єднання «Свобода» — 1 депутат.
Головою громади обрали позапартійного самовисуванця Сергія Семенюка, чинного Поворського сільського голову.

## Історія
До Другої світової війни, коли Волинь входила до складу Польщі територія сільради відносилася до Поворської гміни з центром в містечку Поворськ. До гміни входило 22 населених пунктів, які зараз відносяться до різних сільрад західної частини Ковельського та східної частини Маневицького районів. Поворська гміна була однією з п'ятнадцяти сільських гмін Ковельського повіту Волинського воєводства. Проіснувала до вересня 1939 року, коли на територію гміни увійшли радянські війська.
До 27 грудня 2016 року — адміністративно-територіальна одиниця у Ковельському районі Волинської області з територією 11,11 км2 та підпорядкуванням сіл Поворськ, Гулівка, Заячівка та Озерне.
Сільська рада складалась з 16 депутатів та голови.

### Керівний склад сільської ради
| ПІБ                          | Основні відомості                                                               | Дата обрання | Дата звільнення |
| ---------------------------- | ------------------------------------------------------------------------------- | ------------ | --------------- |
| Демчук Леся Петрівна         | Сільський голова, 1955 року народження, освіта, позапартійна                    | 26.03.2006   | 31.10.2010      |
| Семенюк Сергій Володимирович | Сільський голова, 1966 року народження, освіта середня спеціальна, безпартійний | 31.10.2010   |                 |

Примітка: таблиця складена за даними джерела

### Населення
Населення сільської ради згідно з переписом населення 2001 року становить 2,594 осіб. 
| Населенні пункти  | 2001 рік | 1989 рік |
| ----------------- | -------- | -------- |
| Гулівка           | 237      | 280      |
| Заячівка          | 150      | 210      |
| Озерне            | 332      | 350      |
| Поворськ          | 1,875    | 1,800    |
| Сукупне населення | 2,594    | 2,640    |

### Мова
Розподіл населення за рідною мовою за даними перепису 2001 року:
| Мова       | Відсоток |
| ---------- | -------- |
| українська | 98,84 %  |
| російська  | 0,93 %   |
| білоруська | 0,08 %   |